# Polyblastia helvetica
Polyblastia helvetica är en lavart som beskrevs av Thore M. Fries. 
Polyblastia helvetica ingår i släktet Polyblastia och familjen Verrucariaceae.   Inga underarter finns listade i Catalogue of Life.